# Korven, Västergötland
Korven är en sjö i Härryda kommun i Västergötland och ingår i Göta älvs huvudavrinningsområde.